# Tim Hortons
Тим Хортонс (енгл. Tim Hortons Inc.) је ланац ресторана где се служи првенствено кафа а такође и крофне и брза храна, сендвичи. Тим Хортонс је основан 1964. године у Хамилтону Онтарио Канада. Ланац ресторана се брзо раширио по читавој држави и убрзо постао највећи ланац брзе хране у Канади.
Ланац Тим Хортонс ресторана се толико раширио да Тим Хортонс постоји у сваком већем Канадском граду. По подацима од 1. јула 2007. године у Канади има 2.733 френчајза у Америци 345 и један у Авганистану. У последње време покушавају се отварорити се мале радњице свуда по свету, један је тако отворен и у Даблинском зоолошком врту. Тим Хортонс је такође направио уговор са СПАР (SPAR), ланцем ресторана у УК, које је резултовало да се Тим Хортонс кафа и донатси продају у 16 ресторана по Уједињеном Краљевству. Данас Тим Хортонс је један од конкурената Макдоналдсу и у Канади га је дефинитивно чак и претекао. Ланац Тим Хортонса заузима 22,6% од целокупног профита свих ресторана брзе хране у канади за 2005. годину. Тим Хортон заузима 76% од целокупног Канадског тржишта пецива (рачун базиран по броју служења) и држи 62% Канадског тржишта продаје кафе као напитка..

## Историја

### Тим Хортон и Рон Џојс
Први Тим Хортон (слово С на крају имена је додато касније) је отворен 1964 у Хамилтону, Онтарио, Канада. Фирму је отворио Тим Хортон, познати канадски хокејаш који је играо у НХЛ (National Hockey League) за тимове Мејпл лифс из Торонта Ренџерсе из Њујорка, Пингвине из Питсбурга и Сејбресе из Буфала. Играо је у периоду од 1949. па до своје смрти 1974. године, погинуо је у саобраћајној несрећи.
Убрзо што је отворио свој први ресторан, Тим је упознао Рона Џојса бившег полицајца. Током 1965. године Рон Џојс је преузео Тим Хортон донат у Отава улици у Хамилтону. До 1967. године они су заједно отворили још два ресторана и постали пуноправни партнери. После Тим Хортонове смрти Рон Џојс је откупио сва права од породице Хортон и преузео је комплетан посао који је већ имао четрдесет ресторана. Веома брзо Рон Џојс је почео отваратио ресторане свуда по Канади и убрзо је отворио и 500. ресторан 1991. године у Квибеку.
Оваква агресивност Рон Џојса је довела да су све мале продавнице кафе и крофне скоро потпуно нестале и смањили се на минимум и ресторани са кафом и донатсом које су отварали страни инвеститори.
Ланац је касније постао јавно власништво под именом Тим Донат лимитед (Tim Donut Limited). Током деведесетих компанија је променила име у ТДЛ Груп (The TDL Group Ltd). Ово је био помак да би се посао још више проширио и да не би само остао на кафи и донатсу.
Старије локације Тим Хортона су задржале старе ознаке иако је званично сада назив Тим Хортонс, са с на крају.

## Раст Тим Хортонса
- Радња #1 - Хамилтон (Онтарио) - 17. мај 1964.
- Радња #100 - Тандер Беј (Онтарио) - Децембар 1978.
- Радња #200 - Хамилтон (Онтарио) ]] - Децембар 1984.
- Радња #300 - Калгари, Алберта - Фебруар 1987.
- Радња #400 - Халифакс, Нова Шкотска - Фебруар 1989.
- Радња #500 - Ајлмер (Квебек) - Јануар 1991.
- Радња #700 - Монктон, Њу Брансвик - Октобар 1993.
- Радња #1000 - Анкастер (Онтарио) - Август 1995.
- Радња #1500 - Пикерингтон (Охајо) - Март 1997. (this was also Wendy's 5000th store)
- Радња #100-Америчка – Коламбус - 31. јул 1998.
- Радња #2000 - Торонто, Онтарио - Децембар 2000.
- Радња #2500 - Кајуг (Онтарио) - Септембар 2003.
- Радња #3000 - Орчард Парк (Њујорк) Њујорк - 14. децембар 2006,[10]

(Извор: Званична историја Тим Хортинса)